# Chartreuse de La Valsainte

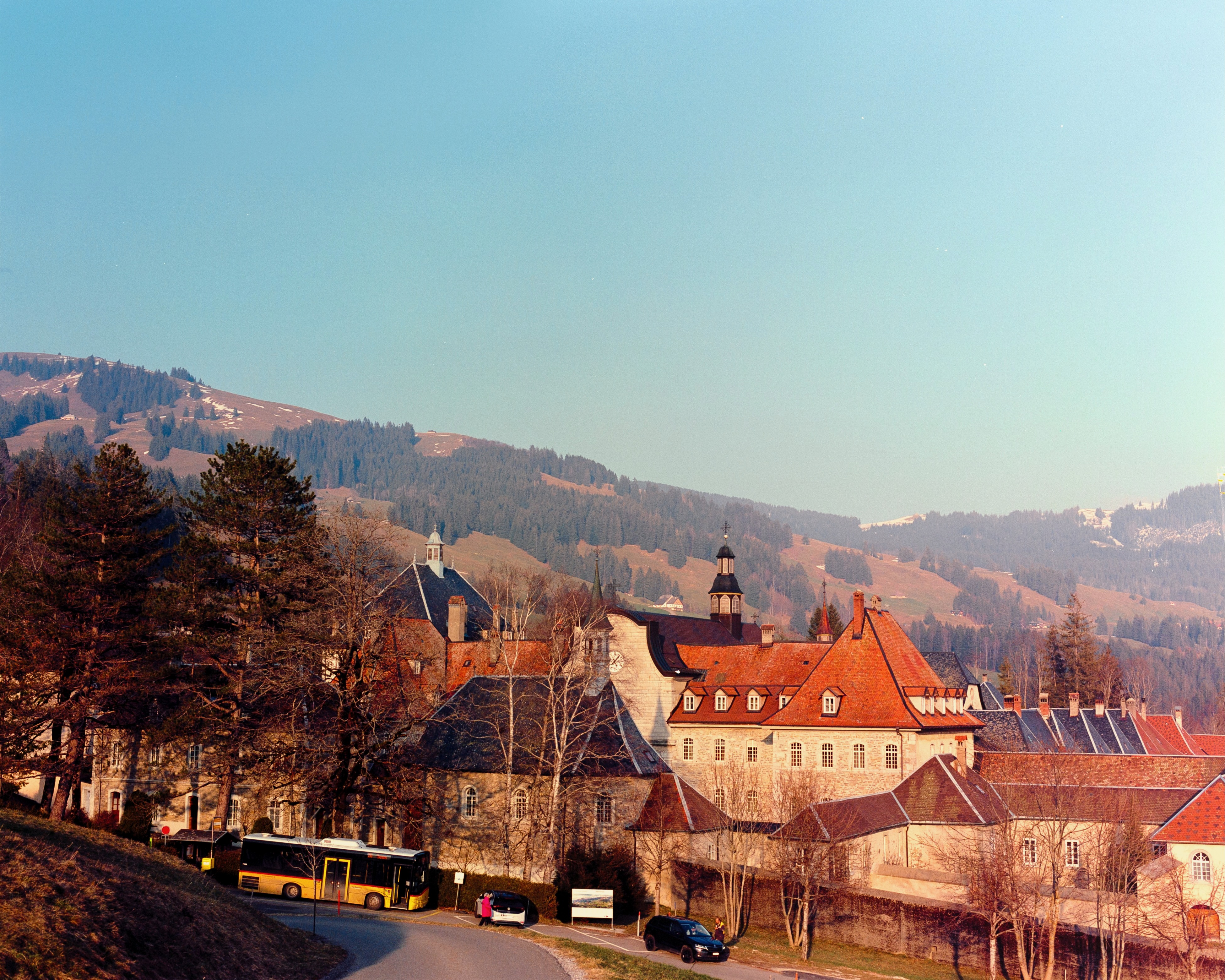
Église et bâtiments principaux, devant les Préalpes fribourgeoises

La chartreuse de La Valsainte (en latin Vallis sanctorum omnium, puis Vallis Sancta) est un monastère de moines chartreux sis au fond de la vallée du Javroz dans le canton de Fribourg (district de la Gruyère, commune de Val-de-Charmey), en Suisse. Situé dans le diocèse de Lausanne, Genève et Fribourg, c'est l'unique monastère de l'ordre des chartreux encore actif en Suisse. La langue de la maison est le français, mais la communauté comporte une forte proportion de religieux germanophones.
La Valsainte est inscrite à l'inventaire fédéral des sites construits d'importance nationale à protéger en Suisse.

## Fondation et premiers siècles
La Valsainte a été fondée en 1295 par Girard Ier, seigneur de Corbières sur le territoire de l'ancien comté de Gruyère.
On ne sait presque rien de la chartreuse primitive. Sa construction ne fut sans doute pas achevée avant le milieu du XIVe siècle et elle fut détruite par un incendie en 1381. Selon l'usage du temps, elle comprenait probablement, en plus des bâtiments de la vie communes (petit cloître), douze cellules et des bâtiments destinés aux frères convers.
Des bâtiments médiévaux, il ne reste que deux travées de la voûte de l'église, datables du XIVe siècle. C'est le vestige le plus ancien du monastère, sans doute la voûte primitive de l'église construite dans la première moitié du XIVe siècle et fondée grâce aux dons de Mariona de Fribourg, décédée en 1342, pour laquelle le chapitre général de 1343 ordonna des prières spéciales dans tout l'ordre.
Au Moyen Âge, le monastère jouissait des droits seigneuriaux de haute et basse justice sur tout le val de Charmey. Au cœur historique des vallées du Javroz et de la Jogne, les chartreux étaient alors les seigneurs temporels d'une vaste région qui englobait notamment le territoire des communes actuelles de Charmey et de Cerniat.

## De la Réforme protestante à la suppression
En 1554, Michel, dernier comte de Gruyère, très endetté, ne pouvait plus soutenir le train de sa petite cour comtale et dut céder sa seigneurie à la ville de Fribourg, dont la puissance augmentait. Dès lors, la Valsainte passa sous la domination de celle-ci. Ce fut pour les chartreux, habitués à l'autonomie relative que procurait leur statut féodal antérieur, le début de troubles concernant l'administration de leurs biens temporels.
Depuis sa fondation, Fribourg, affranchie des servitudes féodales, avait eu l'habitude de gérer collectivement, ou tout au moins de contrôler étroitement l'administration des biens temporels civils et ecclésiastiques des institutions qui en dépendaient. Cette gestion lui permit de canaliser l'argent de la piété à des fins caritatives et sociales et d'échapper aux abus de la piété eucharistique de la fin du Moyen Âge (multiplication des messes et trafics des indulgences monnayées). Cette gestion, tout comme l'absence d'un évêque résidant, contribua à la préserver de la Réforme protestante, ne donnant pas prise aux critiques des réformateurs contre l'Église romaine.

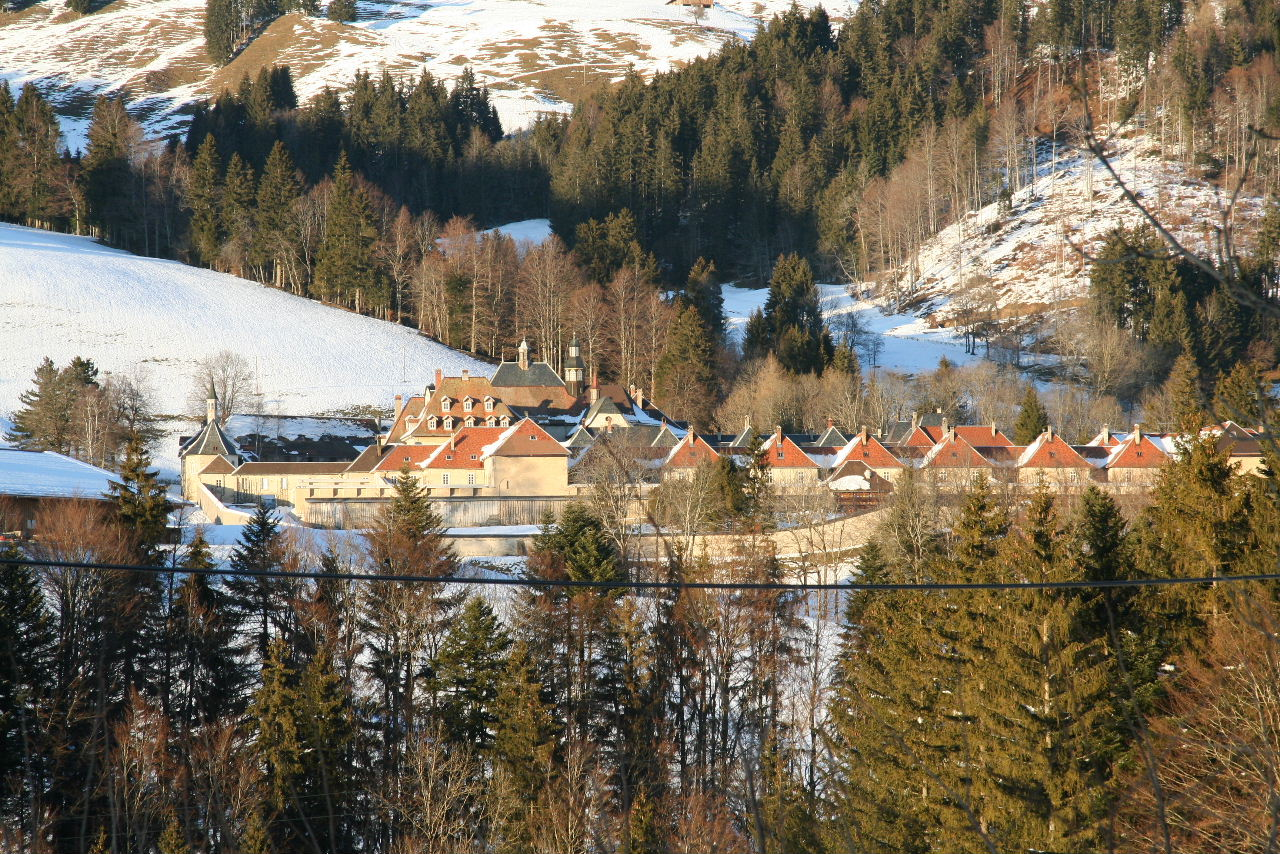
La Chartreuse de la Valsainte en 2007 (après les travaux).

Dans ce contexte, lors de la Réforme protestante, l'évêque de Lausanne, chassé de sa ville, se réfugia à Fribourg. Le pape demanda à la ville de Fribourg de lui procurer des ressources. Prétextant être sans revenus suffisants, le Conseil de Fribourg suggéra que fût supprimée une des deux chartreuses établie dans le canton pour en faire passer les biens et revenus à la mense épiscopale. Pendant deux siècles Rome refusa cette solution et le gouvernement fribourgeois s'évertua à contrôler étroitement la gestion temporelle des chartreuses sises sur son territoire.
Au XVIIe siècle, la gestion des domaines permettait aux chartreux d'entretenir 14 religieux. En 1688, elle fit néanmoins l'objet d'une mise en garde très vive du supérieur général, dom Innocent Le Masson, prieur de la Grande-Chartreuse, dans une lettre secrète adressée au prieur Dom François Payelle et désormais publiée. Il y protestait contre le refus répété d'obéissance aux injonctions des visiteurs canoniques et lui faisait défense, au nom du vœu d'obéissance, d'acquérir de nouveaux biens fonciers, prohibait tout plan de construction et de réédification totale des bâtiments, ordonnait la mise en place d'une porterie et d'une clôture strictement gardée, interdisait de recevoir les passants pour leur servir à boire comme dans une buvette. En 1729, la restauration de l'église s'imposa néanmoins, tant à l'extérieur qu'à l'intérieur. C'est alors qu'on construisit la façade qui subsiste encore aujourd'hui (voir la date au fronton de l'église avec le cartouche Soli Deo... c'est-à-dire "Pour Dieu seul". Malheureusement, un incendie ravagea en 1732 le toit de l'église et les locaux communautaires. Les frais considérables occasionnés par le sinistre obligèrent la communauté, malgré les secours reçus des autres maisons de l'ordre, à réduire ses effectifs qui ne dépassèrent plus 10 unités jusqu'à sa suppression.
En 1778, le Saint-Siège finit par accorder au gouvernement fribourgeois l'autorisation de supprimer à sa convenance soit la chartreuse de la Valsainte, soit celle de la Chartreuse de la Part-Dieu, et d'en unir les revenus à la mense épiscopale, de façon à entretenir l'évêque de Lausanne dont il avait la charge.
Lors de la lecture de la bulle de suppression, le prieur de La Valsainte demanda que l'on reconnut officiellement que cette mesure n'était pas due au relâchement de la discipline monastique. La suppression fut donc attribuée "aux malheurs des temps et aux dures nécessités des circonstances".

## Restauration
En 1791, un groupe de moines cisterciens venus de l'abbaye de La Trappe (Orne, France) fuyant les troubles révolutionnaires sous la conduite de leur prieur, dom Augustin de Lestrange, obtint du gouvernement de Fribourg l'usage des bâtiments de la Valsainte, restés vacants depuis le départ des chartreux. Lorsque la nouvelle fondation trappiste fut érigée en abbaye cistercienne, dom Augustin de Lestrange fut élu abbé de La Valsainte (1794). La Valsainte devint alors le foyer de la résurrection de l'ordre cistercien réformé. Quand les armées françaises envahirent la Suisse en 1798, les trappistes obtinrent du tsar Paul Ier de Russie l'autorisation de venir s'installer dans son empire, où ils parvinrent après une odyssée remarquable. Mais dès mars 1800, le Tsar expulsa les émigrés français de son empire ; les trappistes reprirent la route et vinrent réoccuper la Valsainte, jusqu'à la chute définitive de Napoléon (1815), date à laquelle ils quittèrent la Suisse pour faire renaître la vie cistercienne en France.
En 1817, le père Joseph Passerat, restaurateur de la congrégation du Très Saint Rédempteur (fondée par S. Alphonse de Liguori) reçut de Fribourg la permission d'établir sa communauté à la Valsainte, mais la situation isolée du monastère ne convenait guère à ces religieux voués à l'apostolat et ils se retirèrent en 1825. Dès lors, les bâtiments mal entretenus tombèrent peu à peu en ruines.
En 1848, le gouvernement fribourgeois radical et anticlérical supprima la Chartreuse de la Part-Dieu et en dispersa la communauté.
En 1863, le retour au pouvoir, à Fribourg, d'un gouvernement conservateur, favorable à l'Église, facilita le retour des chartreux. Les anciens religieux de la Part-Dieu voisine obtinrent finalement la restitution de la Valsainte. Le monastère, en grande partie détruit, fut racheté, restauré et rebâti, grâce aux secours de la Grande Chartreuse et à ce qui restait de la 'fortune' de l'ancienne chartreuse de la Part-Dieu, restituée par le gouvernement fribourgeois. Hormis la façade du XVIIIe siècle, une partie de la voûte de l'église datée du XIVe siècle, tous les autres bâtiments actuels, y compris la chapelle extérieure, datent du dernier tiers du XIXe siècle. En 1865 on construisit l'hôtellerie et la chapelle extérieures ; 1866 vit l'achèvement de l'église conventuelle.
La maison était alors aménagée pour recevoir 14 pères.

## LeXXesiècle
L'histoire de la Valsainte fut marquée par les grands événements religieux et politiques du XXe siècle : loi de séparation des Églises et de l'État en France, guerres mondiales, concile Vatican II.

### Agrandissements
Dès les dernières années du XIXe siècle et jusqu'à l'expulsion des moines de la Grande-Chartreuse en 1903, la communauté vit ses effectifs grossir en raison de la fermeture progressive des chartreuses françaises dans le contexte des lois de séparation de l'Église et de l'État en France.
En 1886, on construisit l'actuel bâtiment des frères convers, une partie des ateliers, les cellules L R S T U V X Y.
En 1901, on agrandit l'église, le grand cloître, les réfectoires, l'enclos et on construisit le "cloître du noviciat". Aux 12 maisonnettes du grand cloître de 1868, on avait donc ajouté deux nouvelles rangées de 13 et 11 cellules. Le monastère abritait désormais 36 cellules, sans compter le priorat et la procure ; elle pouvait donc accueillir 38 pères et une trentaine de frères.
En 1903, l'ouverture d'un noviciat permit à la Valsainte de bénéficier de vocations qui, à cette époque, ne pouvaient être accueillies en France et son rayonnement attira de nombreux candidats d'origine suisse.
En 1903 et 1904, le chapitre général de l'ordre des Chartreux fut tenu à deux reprises à la Valsainte.
En 1910 (10 août), l'église conventuelle, dédiée à l'Immaculée Conception de la Vierge Marie, fut consacrée par Mgr Abbet, évêque titulaire de Bethléem et abbé de Saint-Maurice d'Agaune.
À trois reprises au cours du XXe siècle, la communauté dépassa le nombre de cinquante religieux.

### Guerres mondiales
Au cours des deux guerres mondiales, certains religieux français furent appelés sous les drapeaux, mais tous purent heureusement revenir au monastère. Dès avant la Seconde Guerre mondiale, la Valsainte fut un des lieux de résistance ecclésiastique au nazisme. D'une part le prieur, Nicolas Barras, élu en 1934, était lié d'amitié avec le nonce apostolique à Berne, Mgr Bernardini. D'autre part, il avait des liens familiaux et amicaux avec le chef de la police du canton de Fribourg, dont le fils avait épousé une de ses nièces. Enfin, sa position de prieur doté d'un passeport neutre lui permit d'accomplir plusieurs missions au nom de son ordre en France - libre et occupée - ainsi qu'en Allemagne, puis en Italie, et de servir d'agent de liaison, parfois malgré lui ou sans qu'il fut tenu exactement au courant de la portée des documents qu'il véhiculait ou des personnes qu'il hébergeait. Pendant plusieurs mois de guerre, l'armée suisse abrita des réserves de munitions dans les caves du monastère ; on garde aussi le souvenir d'une visite du général Guisan, commandant en chef, et de son état-major. Des espions allemands tournaient autour de la maison (témoignage de dom Barras). Les visiteurs secrets, abrités par le monastère ou exfiltrés de Suisse à partir de la Valsainte sous couvert de faux papiers ou de vêtements ecclésiastiques, n'ont laissé que peu de traces, le prieur ayant coutume de détruire sa correspondance après dix ans. Ses mémoires n'en gardent qu'une trace anecdotique mais significative. Certains témoignages externes permettent de compenser cette absence de documentation directe. Ainsi, en 1938, après l'annexion de l'Autriche par le Troisième Reich, une rencontre secrète eut lieu à la Valsainte entre le marxiste italien Ambrogio Donini et deux autres communistes italiens, Fausto Marzi Marchesi et Emilio Sereni avec Monseigneur Rampolla, neveu de l'ancien secrétaire d'État de Léon XIII, Mariano Rampolla del Tindaro, et proche de Pie XI, pour évaluer la possibilité d'un rapprochement du Saint-Siège et de l'Union des républiques socialistes soviétiques qui puisse servir de frein à l'expansion nazie en Europe.

### Rayonnement spirituel
Au XXe siècle, la Valsainte abrita des religieux français qui exercèrent, le plus souvent indirectement, un grand rayonnement sur la culture et la vie religieuse suisse et française. La chartreuse devint un foyer spirituel important de la vie catholique européenne, sans précédent dans les siècles antérieurs. On y admettait alors des retraitants ecclésiastiques et même des laïcs.
Charles Journet, prêtre diocésain, et bientôt professeur de théologie au Grand Séminaire de Fribourg, ainsi que son ami Jacques Maritain, avec le cercle d'intellectuels réunis autour d'eux (Stanislas Fumet, etc.), ont beaucoup contribué à diffuser dans les milieux catholiques une image idéalisée de la vie cartusienne (cf. Pierre van der Meer de Walcheren, Le Paradis blanc, qui raconte une visite à la Valsainte et une rencontre avec le père maître des novices, dom Gérard Raemakers ; voir plus-bas). En Suisse romande et en France, l'influence de l'abbé Journet fut déterminante, spécialement à travers le clergé sur lequel il eut une grande influence au cours de sa carrière professorale, et dans les monastères où il prêchait régulièrement des retraites.
C'est en assistant à la messe, célébrée à la Valsainte dans le silence de l'aube, que Jacques Loew se convertit au catholicisme dans le début des années 1930.
En 1975, Charles Journet, qui avait été créé cardinal par Paul VI, fut enterré dans le cimetière des religieux en présence de quelques intimes, selon le rite cartusien de sépulture (mais dans un cercueil fermé). Sa tombe, ornée d'une simple croix anonyme, comme celle de tout chartreux, a cependant été intentionnellement placée au centre du cimetière pour être facilement repérable.

### Restauration de l'église
Dans les années 1970, pour l'adapter à l'esprit et aux réformes liturgiques décidées par le Concile Vatican II, l'église conventuelle fut l'objet d'un réaménagement complet. Tout le décor du XIXe siècle fut enlevé, à l'exception des stalles, légèrement remaniées. Le jubé, séparant le chœur des Pères de celui des Frères, fut supprimé. Les chartreux bénéficièrent des conseils et du bon goût du père Maurice Moullet, cordelier et professeur d'histoire de l'art à l'université de Fribourg. Le beau parquet en losange fut remplacé par un dallage et réinstallé à la bibliothèque. Le sanctuaire fut complètement réaménagé avec une extrême sobriété sous la direction de l'architecte fribourgeois J. Pythoud. La restauration de la voûte permit de mettre au jour, dans la moitié ouest, deux travées de voûte du XIVe siècle en pierres de tuf, laissées intactes par les destructions du début du XIXe siècle.
Toute la chaleur de l'église vient des couleurs chatoyantes des vitraux non figuratifs du peintre fribourgeois Bernard Schorderet dont les rayons du soleil le jour, et de la lune, la nuit, promènent les taches rouges, or et bleues sur les murs nus et blanc. Le tabernacle et la croix de procession en émaux sont l'œuvre de l'artiste français Mirande, que son ami le père Moulet avait conseillé aux chartreux. Grâce à la générosité d'un bienfaiteur, une remarquable Vierge gothique, œuvre d'un atelier mosellan du XIVe siècle, est placée à gauche de l'autel conventuel.
La restauration de l'église de la Valsainte fut imitée par plusieurs chartreuses, notamment Montalegre (Barcelone), sans que l'équilibre esthétique et spirituel de cet ensemble n'ait pu être égalé.

### Fin de siècle
Les dernières décennies du XXe siècle et le début du siècle suivant furent pour la maison une période plus difficile, en raison notamment de la raréfaction des vocations qui se faisait sentir depuis les années 1970. Sous le priorat de dom Nicolas Barras, la communauté adopta la langue française pour les lectures de la messe et de l'office monastique dont l'essentiel reste chanté en grégorien. Sous le priorat de dom Augustin Toenz, cette place de la langue vernaculaire fut étendue aux oraisons, aux prières d'intercession ainsi qu'à la prière eucharistique de la messe concélébrée, dont le rythme est actuellement fixé à deux dimanches ou solennités par mois.

## La Valsainte auXXIesiècle

### Destruction du cloître du noviciat
Depuis plusieurs décennies, des fissures et des effondrements partiels avaient rendu les moines attentifs à la fragilité structurelle de la partie sud de leur monastère. Les anciens pères, présents au moment de la construction, avaient transmis la mémoire de constructions hâtives, sur un terrain accidenté, nivelé par des remblais insuffisamment stabilisés. En 2000, à la suite de l'effondrement d'un pan du mur sud de la clôture et de fissures importantes dans la rangée de cellules inférieures, on dut se rendre à l'évidence : les bâtiments construits entre 1890 et 1902 étaient minés par les eaux de ruissellement ; quatorze des vingt-trois maisonnettes, édifiées depuis la fin du XIXe siècle, devaient être démolies (cellules AA-MM, plus les cellules N et O du cloître intermédiaire).
Il s'agissait d'une rangée de cellules, appelée "cloître du noviciat" parce qu'elle abritait les cellules des religieux en formation, novices et profès temporaires, ainsi qu'un petit ensemble appelé "Noviciat" situé près de la route d'accès, comprenant la cellule du maître des novices, flanquée d'une chapelle et d'une petite bibliothèque à l'usage des novices. Ce "noviciat" avait été restructuré dans les années 1960 par le Père Maître des novices de l'époque, dom Claude Besson. Transformant la cellule originale du maître des novices en bibliothèque, il installa le cubiculum et l’Ave Maria (voir article Chartreux : architecture) dans la partie sud de la chapelle pour leur faire bénéficier d'une orientation différente (fenêtre vers le sud au lieu d'être orientée vers l'ouest comme toutes celles de la rangée). Le mur nord de la chapelle fut recouvert de galets du Javroz (torrent voisin coulant au fond de la vallée) ; l'autel en T fut réédifié contre le mur dans le même matériau, surmonté d'un beau crucifix de bois. Le sol et les autres parois furent recouverts d'un plancher ciré, et habillés des meubles usuels menuisés sur place. À l'époque, le groupe du noviciat était encore nombreux, et la chapelle servait de salle de chapitre pour l'unique conférence hebdomadaire du maître des novices et le chapitre des coulpes des novices. Le maître des novices cessa d'habiter le "Noviciat" au début des années 1990.
De cet ensemble de cellules, il ne reste aujourd'hui plus que le souvenir et un marquage au sol, prévu par l'aménagement paysager de l'espace restructuré. Les travaux de "déconstruction" des cellules, de drainage du sous-sol de tout le monastère, et de traitement des eaux usées, achevés le 9 septembre 2008, ont coûté 7,5 millions de francs suisses, financés pour l'essentiel par des subventions publiques et des dons privés.

## Les hommes
Les chartreux venus chercher Dieu dans la solitude tiennent à préserver l'anonymat de leur vie cachée, de leur vivant et même après leur mort (leur croix de sépulture ne porte aucun nom).

### Prieurs et officiers de la Valsainte de 1295 à 1778
- ?-? :  Borcard de Lausanne (†1334), premier prieur de La Part-Dieu ~1307, prieur de La Lance d'où il a dû démissionner en raison de sa vieillesse, se retire au Val-de-Paix ~1330.
- 1677-1685 : Daniel Privé, né à Dole, profès de la Grande Chartreuse le 24 avril 1650, coadjuteur de Vaucluse (10 septembre 1659) et procureur de Sélignac (18 juillet 1670), avant de devenir prieur de Bonlieu (1672-1677). Quitte la Valsainte en 1685, pour diriger la communauté d'Aillon (1685-1692) ; gouverne ensuite celle de Ripaille jusqu'à son décès (2 juin 1694). À sa mort, l'officier bénéficie de suffrages spirituels dans tout l'ordre - « habens plenum cum Psalteris Monachatum et missam de B. Maria per totum ordinem et anniversarium perpetuum scribendum in Calendariis domorum sub die obitus sui qui fuit 2 junii ». Il en avait déjà recueillis de son vivant, à l'image des autres supérieurs exerçant de hautes fonctions dans l'ordre. En juin 1680, des lettres patentes lui accordent une messe de Beata dans tout l’ordre. Le chartreux reçoit aussi plusieurs commissions de visite pour inspecter des provinces entières (la Saxe cartusienne, le 31 janvier 1682, et les maisons de Ratisbonne, Gemnitz, Dulmen et Mayence ; celle de Chartreuse, en 1694) ou plus simplement quelques maisons (Montmerle et Seillon, le 28 mars 1684 ; Turin, le 2 septembre 1689 ; Mélan, le 9 octobre 1689 ; Bonpas et Marseille, enfin, le 3 mars 1693). - cf. Archives de la Grande Chartreuse, 6 Géné 34, n.f.
- 1687-1688 : Blaise Bernard, natif de Bourg-en-Bresse, profès de la Grande Chartreuse, procureur de Montmerle en janvier 1686, nommé également prieur de Montmerle le 24 février 1688, convisiteur de Bourgogne, décédé en charge en 1706[10].
- 1688-1697 : François Payelle, profès de la chartreuse de Lyon, également prieur de Val-Sainte-Marie, mort en 1712 comme coadjuteur de Salettes[2].
- 1697-1699 : Louis Fournier, profès de la Grande Chartreuse et procureur de la chartreuse féminine de Mélan, nommé vicaire de la chartreuse de Mélan en 1699, par ordre du Prieur de Chartreuse[10].
- 1699-1707 : Claude Normand, bugiste, profès de Chartreuse (18 octobre 1669), institué prieur de la chartreuse de Pomiers en 1707, mort en charge et inhumé dans le cimetière des Carmes déchaussés de Chambéry (+ 9 mai 1709)[11].

...
- 17..-1707 : Antoine Bouton, profès de la Grande-Chartreuse, sacristain à Val-Saint-Hugon, envoyé hôte à Pomier le 13 février 1694, puis sacristain de la Valsainte, mort en charge en 1707[12].
- 17..-1727 : Jean-Baptiste Mollier, profès de La Sylve Bénite, courrier de la Valsainte, décédé à la Valsainte en 1727.

...
- 1745-1766 : Amédée Nas, né à Thonon en 1689. Profès de la Grande-Chartreuse en 1709, coadjuteur, puis procureur de La Valsainte (1726-1730, 1733-1738). C'est lui qui dessina les plans de la façade principale du monastère. Il est mort à la Valsainte le 2 juillet 1767.

### Prieurs de la Valsainte de 1863 à nos jours
- 1863-1884 : Bernard Peter. Suisse, profès de la chartreuse de la Part-Dieu.
- 1884-1890 : Victor Robert. Français, profès de la chartreuse de Valbonne.
- 1890-1893 : Cyprien-Marie Boutrais. Français, profès de la Grande Chartreuse.
- 1893-1898 : Prosper Chalaud. Français, profès de la Grande Chartreuse.
- 1898-1909 : Irénée Giraud. Français, profès de la Grande Chartreuse.
- 1909-1931 : Joseph-Eugène Miège, Florent en religion. Français, profès de la Grande Chartreuse[13]. Durant son priorat, il eut un rayonnement spirituel profond sur sa communauté et au-delà, notamment sur le philosophe français Jacques Maritain et son épouse Raïssa qui le considérait comme son père spirituel. C'est sous son priorat que le noviciat se développa, spécialement après 1918. Mais les rapports des supérieurs de la communauté avec la population locale demeuraient parfois difficiles[14]. Sous son priorat sera moine le père Léon-Marie Guerrin ancien missionnaire de Chine et ancien prieur en Italie.
- 1931-1934 : Georges Loridant. Français. Profès de la chartreuse Notre-Dame-des-Prés de Neuville-sous-Montreuil.
- 1934-1981 : Nicolas Barras. Suisse, profès de la Valsainte. Dom Nicolas-Marie Barras, enfant du pays, contribua par ses qualités humaines à attirer au monastère la sympathie de ceux qui le fréquentaient et à favoriser les bonnes relations avec le voisinage, notamment avec les paysans et tenanciers d'alpages, locataires du monastère. Doué de sens pratique, il veilla à l'entretien et à la modernisation des bâtiments et joua un rôle important, quoique de second plan, dans la vie de son ordre durant près de 50 ans. Intraitable sur les questions de discipline, il sut néanmoins accompagner une certaine évolution des observances monastiques, notamment dans le domaine de l'hygiène de vie (installation de l'électricité et du chauffage central dans les parties communes, adaptation du régime alimentaire à la suite des restrictions de la Seconde Guerre mondiale). Toutefois ce dynamisme ouvert vieillit avec lui et s'épuisa dans les fatigues d'un trop long priorat. Doué d'un certain bon sens, il savait reconnaître la valeur des hommes, du moins dans le domaine administratif et pratique ; l'insuffisance de la formation intellectuelle dispensée en Chartreuse l'a laissé plus démuni dans les domaines théologiques, philosophiques et historiques, comme il le déplorait lui-même à la fin de sa vie[15],[16],[17].
- 1981 à 2002 : Augustin (né Gallus) Toenz († 31 juillet 2011, dans sa 87e année et sa 62e de profession). Suisse, originaire des Grisons, profès de la Valsainte, élu prieur alors qu'il était vicaire de la maison. Il acheva de réduire la fréquence des retraites à l'hôtellerie afin de rendre, selon l'esprit du Concile, toute sa dimension solitaire à la vie de la Valsainte. À cette époque, fut poursuivie l'adaptation de la liturgie introduite par les instances de l'ordre dans le rite cartusien ; La Valsainte conserve la langue latine pour l'essentiel de ses offices.
- 2002 à 2011 : Paul Fehr. Suisse, profès de la Valsainte, il avait auparavant effectué pour son ordre diverses missions comme visiteur canonique et administrateur.
- 2011- : Marie-Joseph de Guitaut. Franco-suisse, profès de la Valsainte, Maître des novices depuis 1994.

### Auteurs spirituels
Les chartreux n'ont pas pour vocation de publier des livres. Il arrive cependant que la diffusion, d'abord confidentielle, de lettres ou de notes personnelles, rencontre un succès qui force les portes du silence. Deux auteurs profès de La Valsainte ont une certaine notoriété parmi les auteurs spirituels du XXe siècle.
- Dom Augustin Guillerand (1877-1945), prêtre bourguignon entré à La Valsainte en 1916, plus tard prieur de la chartreuse de Vedana. Ce sont des extraits de sa correspondance qui furent publiés après sa mort sous forme de sentences sous les titres suivants : Silence cartusien, Prière cartusienne, etc. plusieurs fois réédités ; et des Élévations sur l'Évangile de Saint-Jean (au seuil de l'abîme de Dieu).
- Dom Jean-Baptiste Porion (1899-1987), né Maximilien Porion, à Wardrecques (Pas-de-Calais), le 21 mars 1899. Il fit profession à La Valsainte le 1er novembre 1925 où il est entré en 1924 après des études de chimie. Ami de Jacques Maritain et de Stanislas Fumet (qui l'évoque dans ses Mémoires sous les pseudonymes de "dom *******" [= dom Sept étoiles] ou de "Dom Vermeil", il attira les visites d'intellectuels et d'artistes, et accompagna de nombreux convertis. D'abord vicaire (sous-prieur) à la Valsainte, il exerça ensuite la charge de procureur général de son ordre auprès du Saint-Siège de 1946 à 1981. Il est notamment l'auteur de Amour et Silence par un chartreux, paru anonymement après la guerre à l'instigation de l'abbé Journet. Il s'agit de la rédaction de conférences spirituelles faites aux novices de la Valsainte, dans les années 1922-1925 par Dom Gérard Raemakers, alors maître des novices. Il y ajouta, à la demande de Charles Journet et de Jacques Maritain, quelques sermons qu'il avait prononcés devant les frères convers ou au chapitre conventuel de la Valsainte. Il publia en outre dès 1938, d'abord sous forme d'un article, puis sous forme d'un volume indépendant La Sainte Trinité et la vie surnaturelle[18]. Il traduisit et commenta enfin les poèmes spirituels de la mystique médiévale, Hadewijch d'Anvers. Un autre recueil de sermons et conférences spirituelles prononcées pour les frères convers de la Valsainte, les uns antérieurs à son séjour romain, les autres postérieurs, fut publié après sa mort sous le titre Écoles de silence, Saint-Maurice, 2002, éditions Parole et Silence[19]. Récemment a été édité un recueil de ses correspondances avec des amis (Stanislas Fumet, Charles Journet, Jacques et Raïssa Maritain, Geneviève de Gaulle-Anthonioz), ou avec des confrères chartreux. De longueur et d'intérêt inégaux, elles datent pour la plupart de la période où il fut procureur général de l'ordre à Rome[20].

### Quelques chiffres
La Valsainte est la dernière Chartreuse vivante de Suisse.
Entre 1861 et 1961, depuis qu'un noviciat canonique régulier existe à la Valsainte (1903), 283 postulants pères se sont présentés, soit 131 Suisses, 63 Français, 35 Hollandais, 15 Allemands, 11 Belges, 10 Américains des États-Unis d'Amérique, 4 Autrichiens, 3 Italiens, 2 Hongrois, 2 Polonais, 1 Russe, 1 Grec, 1 Anglais, 1 Portugais, 1 Canadien, 1 Indien, 1 Vietnamien. De ces 283 postulants, 113 sont arrivés à la profession simple (vœux temporaires) : 56 Suisses, 29 Français, 17 Hollandais, 3 Américains, 2 Allemands, 2 Belges, 2 Autrichiens, 1 Italien, 1 Canadien. De ces 113 profès temporaires, seuls 53 vivaient encore dans l'ordre en 1961. Dans les mêmes temps, 83 frères donnés ou convers ont fait profession à la Valsainte. 24 seulement vivaient encore dans l'ordre en 1961.
Les communautés de Chartreux ont toujours été inférieures en nombre, en raison de l'austérité de leur vie, à la plupart des communautés monastiques de type cénobitique. Dès le milieu du XXe siècle, et plus encore dans les années qui ont suivi le concile Vatican II, les communautés monastique du monde occidental ont été touchées par une forte crise des vocations. Le recrutement des chartreux de la Valsainte n'a pas échappé à ce contexte au cours du troisième tiers du XXe siècle. À la fin de 1958, la maison comptait 34 pères et 22 frères, une quarantaine de moines (20 pères et 20 frères) en 1982. À la fin 1998, par le jeu des décès et de la raréfaction des vocations, on ne comptait plus que 12 pères et 15 frères, avec une moyenne d'âge de plus de 65 ans. Dans les vingt dernières années du XXe siècle, La Valsainte avait néanmoins enregistré trois professions perpétuelles de moines du cloître, une profession perpétuelle de frère convers et une donation de frère donné ; il faut y ajouter un Père, profès temporaire de la Valsainte, qui a fait profession perpétuelle comme convers à la Grande Chartreuse.

### La communauté actuelle
Les membres de la communauté (2011) sont au nombre de 9 pères et de 7 frères, pour la majorité profès de la maison. Ces chiffres incluent seulement les profès de vœux solennels, les moines en formation qui n'ont pas encore prononcé de vœux ne sont pas comptés.

## Héraldique
Dans son article Armorial historique des maisons de l'ordre des Chartreux, Dom Albert-Marie Courtray relève plusieurs usages.
À l'origine, les armes de la chartreuse était D'argent an corbeau de sable, qui correspondraient aux armes de la famille de Corbières.
Puis, après 1369, elles apparaissent Coupé, en chef d'argent au corbeau de sable, qui est de Corbières ; en pointe de gueules à la croix d'argent, qui est de Savoie.
Vers 1523, elle sont Parti : au 1er de gueules à la croix d'argent, qui est de Savoie ; an second d'azur à la fasce d'or, qui est de ? ; au chef d'argent chargé d'un corbeau de sable, qui est de Corbières.
De 1729 à 1778, on trouve également, à côté du précédent : Coupé, en chef d'azur en sautoir alaisé ou croix de saint André d'or, en pointe d'argent au tau d'azur.
Lors de sa restauration, en 1863, la chartreuse adopte de nouvelles armes : Coupé, en chef d'argent au corbeau de sable, qui est de Corbières ; en pointe, parti au 1er d'azur au globe à la croix fleuronnée d'or accompagnée de sept étoiles du même posées en demi-cercle, qui est de la Grande-Chartreuse, au second, de gueules à la grue d'argent, le vol dressé, qui est de La Part-Dieu.
Fréd.-Th. Dubois indiquait pour cette date : coupé, en chef, d'argent au corbeau de sable, en pointe, parti, au 1er d'azur au globe à la croix fleuronnée d'or accompagné de sept étoiles du même posées en demi-cercle, au second, de gueules à la grue essorante d'argent.

### Filmographie
En 1996, le film plein d'humour et d'humanité de Wolfgang Panzer, Broken Silence, raconte l'histoire d'un chartreux de la Valsainte obligé de quitter son monastère pour parcourir le monde à la recherche de la propriétaire du monastère de Valsainte. Cette histoire, totalement fictive (les chartreux sont propriétaires de leur couvent), est pleine d'allusions très justes à la psychologie des chartreux exclaustrés, brusquement confrontés à la réalité du monde.

### Fiction
La bande-dessinée Un bruit étrange et beau (octobre 2016,  (ISBN 978-2-36981-185-5)) de l'auteur Zep raconte l'histoire d'un chartreux de la chartreuse de la Valsainte, obligé de quitter son abbaye temporairement pour régler une histoire d'héritage. La chartreuse y est représentée au début et à la fin de la bande-dessinée.